# Eugène Haynaut
Eugène Joseph Haynaut, né le 13 septembre 1844 à Frévent (Pas-de-Calais) et mort le 19 décembre 1891 à Béthune (Pas-de-Calais), est un homme politique français.

## Biographie
- Sous-préfet de Montreuil (1870-1871)
- Conseiller municipal de Béthune (1870-)
- Conseiller d'arrondissement (1883-1886)
- Conseiller général du Pas-de-Calais (1886-)
- Maire de Béthune (1888-1891)
- Député du Pas-de-Calais (1889-1891)

Une rue de Béthune porte son nom.

## Source
- Dictionnaire des parlementaires français de 1789 à 1889 (A.Robert et G.Cougny)